# Termatrac
Termatrac（ターマトラック）はオーストラリアの精密機器メーカー。

## 概要
マイクロ波を利用したシロアリ等の害虫の発見器を開発、販売する。日本では2002年よりシロアリ業者や大学等の研究機関で使用されており、木部であれば最大10cm程度、モルタルでは3cm程度まで測定可能。
非破壊検査なので重要文化財に指定されているような建築物の検査にも対応できる。

## 歴史
- 1990年 設立
- 1997年 最初の技術の特許であるアメリカ合衆国特許第 6,313,643号を取得
- 1999年 オーストラリアで最初の製品であるT1Rの発売

## 製品
- 害虫の発見器

## シロアリを検出する原理
ドップラーレーダーで24GHzの周波数の微弱なマイクロ波をシロアリ等の動く害虫に照射すると反射して戻ってくる周波数がずれるため、それを検出する。木材内部のシロアリを検出する事は微弱な信号で信号雑音比が小さいため困難だが、0.1から10Hzのバンドパスフィルタを使用して有意な信号と背景雑音を分離する。ナイキスト周波数によりシロアリの動きを補足するための最小フレームレートはフィルターの帯域幅により20Hzである。初期の製品では直線偏波を利用していたが現行機種では円偏波を利用する。

## 特許
- アメリカ合衆国特許第 6,313,643号 - Termite detection system
- 特開平11-512178号 - しろありの検出システム(拒絶査定)